# Thierry Sardo
Thierry Sardo (Toulon, 14 de junho de 1967) é um treinador de futebol francês. Desde 2015, comanda a Seleção da Nova Caledônia.

## Carreira
Sem experiência como futebolista profissional, Sardo iniciou a carreira de treinador em 2010, como auxiliar-técnico da Seleção da Nova Caledônia, onde permaneceria durante um ano.
Em 2011 treinou o AS Mont-Dore, onde foi campeão nacional. Voltou ao futebol em 2014, treinando o time Sub-23 da Nova Caledônia, exercendo paralelamente o comando técnico da equipe principal em fevereiro do ano seguinte, substituindo Alain Moizan. Conquistou a medalha de ouro nos Jogos do Pacífico em 2015, depois da vitória sobre o Taiti por 2 a 0 (gols de Ouka e Oiremoin).

## Títulos
AS Mont-Dore
- Campeonato Neocaledônio: 2011

Nova Caledônia
- Jogos do Pacífico: 2015